# Danny Buijs
Danny Buijs (Dordrecht, 21 giugno 1982) è un allenatore di calcio ed ex calciatore olandese, di ruolo centrocampista, tecnico del Fortuna Sittard.

## Carriera

### Club

#### Inizio della carriera
Buijs cresce calcisticamente a Varkenoord, con le giovanili del Feyenoord. Quando raggiunge lo stato A delle giovanili del Feyenoord gioca con il Feyenoord A1 e il sabato con lo Sportclub Feijenoord's (squadra amatoriale del Feyenoord) in Hofdklasse per circa metà stagione. Con la squadra A1 del Feyenoord offre buone prestazioni e sotto la guida di Henk van Stee diventa campione nazionale per due volte e vince tutti i tornei internazionali a cui partecipa la squadra. Buijs si mette in mostra come goleador e diventa anche il capitano della squadra. Il Feyenoord lo fa anche allenare occasionalmente con la prima squadra e giocare qualche amichevole contro squadre dilettantistiche.

#### Feyenoord
Una volta arrivato ai margini della prima squadra Buijs si accorge che non aveva la necessaria esperienza per competere con Brett Emerton per la posizione di terzino destro e chiede di essere ceduto in prestito all'Excelsior, club satellite del Feyenoord. In un primo momento la dirigenza del Feyenoord si mostra contraria, ma dopo sei mesi acconsente al prestito.

#### Il prestito all'Excelsior
L'8 marzo 2002 Buijs fa il suo debutto nel calcio professionistico in Eerste Divisie con l'Excelsior nella vittoria per 3-0 contro il Cambuur Leeuwarden. A fine stagione l'Excelsior non vince la Eerste Divise ma riesce comunque ad essere promosso in Eredivisie attraverso i play-off. In Eredivisie gioca titolare, tuttavia l'Excelsior si rivela inadeguato per la categoria, venendo subito retrocesso in Eerste Divisie. A fine stagione Buijs sembra sul punto di trasferirsi allo Sparta Rotterdam, ma quando Henk van Stee, che fino a pochi giorni prima sembrava sul punto di diventare allenatore dello Sparta, diventa l'allenatore dell'Excelsior Buijs decide di rimanere. In quella stagione l'Excelsior perde il primo posto in campionato all'ultima giornata e successivamente non riesce a essere promosso tramite i play-off. A fine stagione il Feyenoord gli offre il rinnovo del contratto, ma senza aumentargli lo stipendio, nonostante fosse seguito da molte squadre come Vitesse, Roda JC e Groningen. Alla fine Buijs decide di firmare per il Groningen.

#### Groningen
Al Groningen Buijs ha un periodo di successo. Appena arrivato dichiara in un'intervista di voler conquistare l'accesso alle competizioni europee. All'inizio nessuno prende le sue parole sul serio e Martin Drent arriva a chiederlgi se sia pazzo. All'inizio della stagione Buijs gioca da terzino con Kurt Elshot come centrocampista destro. A causa di vari infortuni Buijs viene utilizzato come centrocampista difensivo, mentre la stagione successiva viene utilizzato esclusivamente come centrocampista destro. In questa stagione il Groningen riesce a qualificarsi per la Coppa UEFA 2006-07. L'anno successivo comincia la stagione con il Groningen, ma dopo sole due giornate torna al Feyenoord.

#### Ritorno al Feyenoord
Buijs aveva sempre detto che se il Feyenoord lo avesse voluto riavere lui sarebbe tornato subito, era stato per 10 anni nelle giovanili ed aveva un intenso rapporto con i tifosi. La stagione del ritorno si conclude con il settimo posto in campionato che relega il Feyenoord fuori dalle coppe europee per la prima volta dopo parecchi anni.

#### ADO Den Haag e ultime esperienze
Nell'estate del 2009 Buijs passa definitivamente all'ADO Den Haag, dopo che vi era già stato precedentemente in prestito per sei mesi, firmando un contratto biennale. Tuttavia il 14 aprile 2010 il Derby County, squadra che milita nella Football League Championship, annuncia di aver siglato un accordo con Buijs per la stagione successiva. Nonostante questo però pochi mesi dopo il Derby County decide di non prendere Buijs, dopo aver acquistato dal Crewe Alexandra John Brayford. Seguono le ultime esperienze con Kilmarnock in Scozia, Sparta Rotterdam e Kozakken Boys.

### Allenatore
Dopo aver iniziato ad allenare proprio nel Kozakken Boys, tra il 2018 e il 2022 guida il Groningen e poi il Mechelen in Belgio. Il 9 giugno 2023 viene assunto come allenatore dal Fortuna Sittard con cui si piazza decimo in Eredivisie.

## Palmarès

### Giocatore

#### Competizioni nazionali
- Coppa di Lega scozzese: 1

Kilmarnock: 2011-2012